# Баба-аха-іддіна
Баба-аха-іддіна (д/н — бл. 802 до н. е.) — цар Вавилону близько 813—802 до н. е. Ім'я перекладається як «Баба дарувала мені брата».

## Життєпис
Походив з династії «Е» (VIII Вавилонської династії). Родинні стосунки з царем Мардук-балассу-ікбі є дискусійними. За однією версією був його другим сином, за іншою небожем. Також висловлюється думка, що Баба-аха-іддіна належав до вищої знаті, пов'язаної шлюбами з правлячою династією.
У 813 році до н. е. після поразки й полону (або загибелі) Мардук-балассу-ікбі стає новим царем Вавилону. В цей час південна область (Шумер) відпала від Вавилонського царства. Але новий володар понад усе прагнув позбавитися залежності від Ассирії. у 812 році до н. е. він повстав в союзі із халдеями. Проте у війні з Шамші-Ададом V близько 811 року до н.е. зазнав важкої поразки, вимушений  був знову підкоритися владі ассирійського царя. При цьому було втрачені землі на півночі та збільшена данина. При цьому Вавилонське царство зменшилося до області навколо Вавилону, оскільки від нього відокремилися сусідні міста. Цей період отримав назву «Правління П'яти царів».
За правління в Ассирії регентші Шаммурамат з Вавилоном було укладено союзний договір. До вавилонських храмів були відправлені багаті подарунки, а в Ассирії запроваджено культи вавилонських богів.
Ситуація змінилася 805 року до н. е. з початком самостійного володарювання ассирійського царя Адад-нірарі III. У 803 році до н. е. Баба-аха-іддіна знову виступив проти Ассирії, а зазнав 802 року до н. е. остаточної поразки від ассирійців. Вавилонського царя було захоплено у полон. Натомість Адад-нірарі III відправив багаті дари до вавилонських храмів і запровадив у Ассирії культи деяких вавилонських богів, а молодь відправляв до Вавилону навчатися. Цим привернув на свій бік місцеве жрецтво.